# Anthochaera
Anthochaera es un género de aves paseriformes perteneciente a la familia Meliphagidae. 

## Especies
Contiene 5 especies:
- Anthochaera chrysoptera - mielero alirrufo;
- Anthochaera lunulata - mielero lunulado;
- Anthochaera carunculata - mielero carunculado;
- Anthochaera paradoxa - mielero ventriamarillo;
- Anthochaera phrygia - mielero regente.